# Romeo x Juliet
Romeo x Juliet (jap. ロミオ×ジュリエット Romio to Jurietto) – anime wzorowane na dramacie Williama Szekspira Romeo i Julia. Mimo że w anime widocznych jest wiele zapożyczeń z dzieła tego angielskiego poety, manga znacznie różni się od oryginału. Romeo x Juliet było emitowane w Japonii na kanale Chubu-Nippon Broadcasting od 4 kwietnia 2007 do 26 września 2007.

## Fabuła
Mała dziewczynka o imieniu Julia jest jedynym członkiem rodziny Kapuletów, któremu udało się uciec przed śmiercią z rąk Leontesa Montague. Czternaście lat później, Lord Montague surowo rządzi miastem o nazwie Neo-Verona. Julia, przebrana za chłopca w strój na wzór Robin Hooda, pomaga ludziom. Romeo, syn Lorda Montague, sprzeciwia się okrucieństwu ojca. Podczas balu na zamku Julia i Romeo spotykają się i zakochują się w sobie od pierwszego wejrzenia. Jednakże Julia, w dniu swoich szesnastych urodzin, dowiaduje się prawdy o swojej przeszłości, co prowadzi do konfliktu między miłością dziewczyny do ukochanego a powinnością.